# Arno Wallaard Memorial 2011
L'Arno Wallaard Memorial 2011, ventottesima edizione della corsa, si svolse il 23 aprile 2011 su un percorso di 200 km, con partenza e arrivo a Meerkerk. Fu vinto dall'olandese Arne Hassink della TT Raiko Argon 18 davanti ai suoi connazionali René Hooghiemster e Mark Schreurs.

## Ordine d'arrivo (Top 10)
| Pos. | Corridore             | Squadra                                  | Tempo    |
| ---- | --------------------- | ---------------------------------------- | -------- |
| 1    | Arne Hassink          | TT Raiko Argon 18                        | 4h19'48" |
| 2    | René Hooghiemster     |                                          | s.t.     |
| 3    | Mark Schreurs         |                                          | a 2"     |
| 4    | Johim Ariesen         | Cyclingteam Jo Piels                     | s.t.     |
| 5    | Remco Te Brake        | Cyclingteam De Rijke                     | s.t.     |
| 6    | Bart van Haaren       |                                          | s.t.     |
| 7    | Marc Goos             | Rabobank                                 | s.t.     |
| 8    | Ricardo van der Velde | Donckers Koffie-Jelly Belly Cycling Team | s.t.     |
| 9    | Maurits Lammertink    | Cyclingteam Jo Piels                     | s.t.     |
| 10   | Robbert de Greef      |                                          | s.t.     |